# Sint-Jozefskerk (Trembleur)

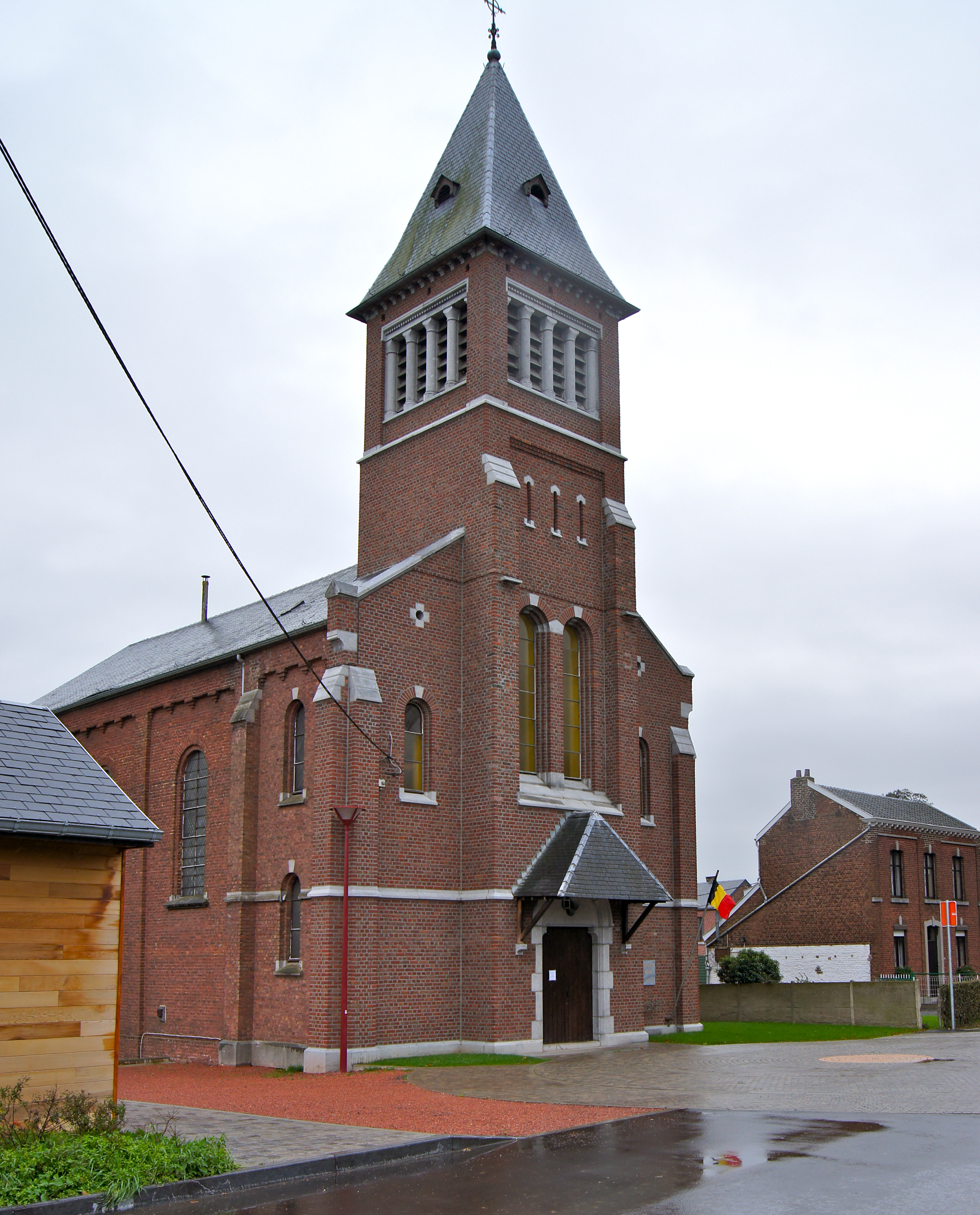
Sint-Jozefkerk

De Sint-Jozefskerk (Frans: Église Saint-Joseph of Chapelle Saint-Joseph) is een hulpkerk in het tot de Belgische gemeente Blegny behorende dorp Trembleur, gelegen aan de Rue Jules Pregardien.

## Geschiedenis
Aangezien Trembleur tot de parochie van Mortier behoorde, duurde het tot 1874 voordat men er een kapel bouwde. Niet veel later kwam een echte kerk tot stand. Dit was een eenbeukige bakstenen kerk met verlaagd en versmald koor, voorzien van halfronde apsis.
In 1910 werd de ingebouwde toren gerealiseerd, naar ontwerp van Léonard Monseur. Deze wordt gedekt door een tentdak. Merkwaardig zijn de natuurstenen kolommen in de galmgaten.
Het kerkmeubilair is voornamelijk neogotisch en stamt uit de tijd van de bouw van de kerk.